# Mikołaj III opawski
Mikołaj III głubczycki (opawski, Przemyślida) (ur. ok. 1339, zm. 9 lipca 1394) – książę opawski, w wyniku podziału 1377 książę na Głubczycach, od ok. 1385 zastawienie księstwa Piastom Oleśnickim.
Mikołaj III był drugim pod względem starszeństwa synem księcia opawskiego Mikołaja II i zarazem jedynym z jego drugiego małżeństwa z Jadwigą Oleśnicką. Po śmierci ojca w 1365, początkowo rządził z braćmi Janem, Wacławem i Przemkiem wspólnie. W 1375 odwiedził Aragonię. W 1377 w wyniku podziału został księciem najbardziej wysuniętego skrawka Opawszczyzny z głównym  grodem Głubczycami, Hulczynem i Nową Cerkwią na czele. Po otrzymaniu części spadku, rzadko przebywał w swoich dzierżawach, wkrótce popadł w tarapaty finansowe i zastawił swój dział krewnym ze strony matki - książętom oleśnickim. Nie zdążywszy się ożenić, zmarł 9 lipca 1394 pozostawiając prawo wykupu księstwa najmłodszemu z braci Przemkowi, który z okazji tej skwapliwie skorzystał.